# 양슈후이
양슈후이(중국어 정체자: 楊繡惠, 병음: Yáng Xìuhùi, 한자음: 양수혜, 1965년 2월 25일 ~ )는 대만의 배우이다.